# Pierre d'Alipha
Pierre d'Alipha est un mercenaire qui a servi une grande partie de sa carrière auprès de l'empereur byzantin Alexis Ier Comnène, jouant un grand rôle dans les relations de celui-ci avec les Croisés.

## Biographie
Pierre d'Alipha participe à différentes campagnes byzantines lors desquelles il gagne une réputation de bravoure et de fidélité dont témoigne Anne Comnène qui le qualifie de « guerrier célèbre dans les combats, qui avait gardé toujours intacte sa fidélité à l'autocrator ».
Grâce à ces actions, il gagne la confiance d'Alexis Ier Comnène. En 1097, celui-ci le place, avec Tatikios, à la tête des troupes byzantines chargées d'accompagner la Première Croisade pour s'assurer que les terres qu'elle reprend aux Turcs sont bien rendues à l'Empire byzantin, ce qui est le cas de Nicée. Lors de cette expédition, Tatikios le nomme comme gouverneur de Placentia avec pour fonction de surveiller les mouvements des Turcs. Après le siège d'Antioche par les Croisés, Pierre d'Alipha rejoint l'empereur qui se trouve alors à Philomélion. Alexis Ier Comnène se rend pour Antioche dans l'optique de se faire rendre la ville par les Croisés, conformément aux engagements de ceux-ci. Toutefois Étienne de Blois et Guillaume de Grandmesnil, qui ont quitté Antioche juste après sa conquête, informent Alexis que le sultan Kerbogha a mis le siège devant la ville, juste après que les Croisés sont parvenus à en briser les défenses. Les deux hommes assurent que la ville d'Antioche s'apprête à tomber à nouveau aux mains des Turcs tandis que Roger d'Alipha lui indique des mouvements de troupes des Turcs en Anatolie qui pourraient menacer les arrières byzantins dans le cas où ceux-ci se porteraient à la rencontre de Kerbogha. Alexis Ier Comnène décide de suivre leurs conseils et se replie vers Constantinople. Toutefois, les Croisés parviennent finalement à vaincre les Turcs. Cet événement a un impact durable sur les relations entre les Byzantins et les Croisés puisque ces derniers estiment qu'Alexis a trahi ses engagements en ne venant pas à Antioche et qu'ils sont donc déliés de leur promesse de remettre la ville à Byzance, ce qui conduit à la fondation de la principauté d'Antioche dont les relations avec Constantinople resteront tendues.
Malgré cet épisode, Pierre d'Alipha reste l'un des plus proches conseillers de l'empereur et il participe avec Roger le Franc et Marinos Néapolitès aux négociations qui conduisent à la conclusion du traité de Devol dont il est l'un des signataires en 1108. Par ce traité, Alexis impose à Bohémond de Tarente, le prince d'Antioche, la reconnaissance de la suzeraineté byzantine sur ses terres, ce qui permet à l'Empire byzantin de retrouver, au moins formellement, la souveraineté sur la Syrie du Nord.